# Gorizia (stad)

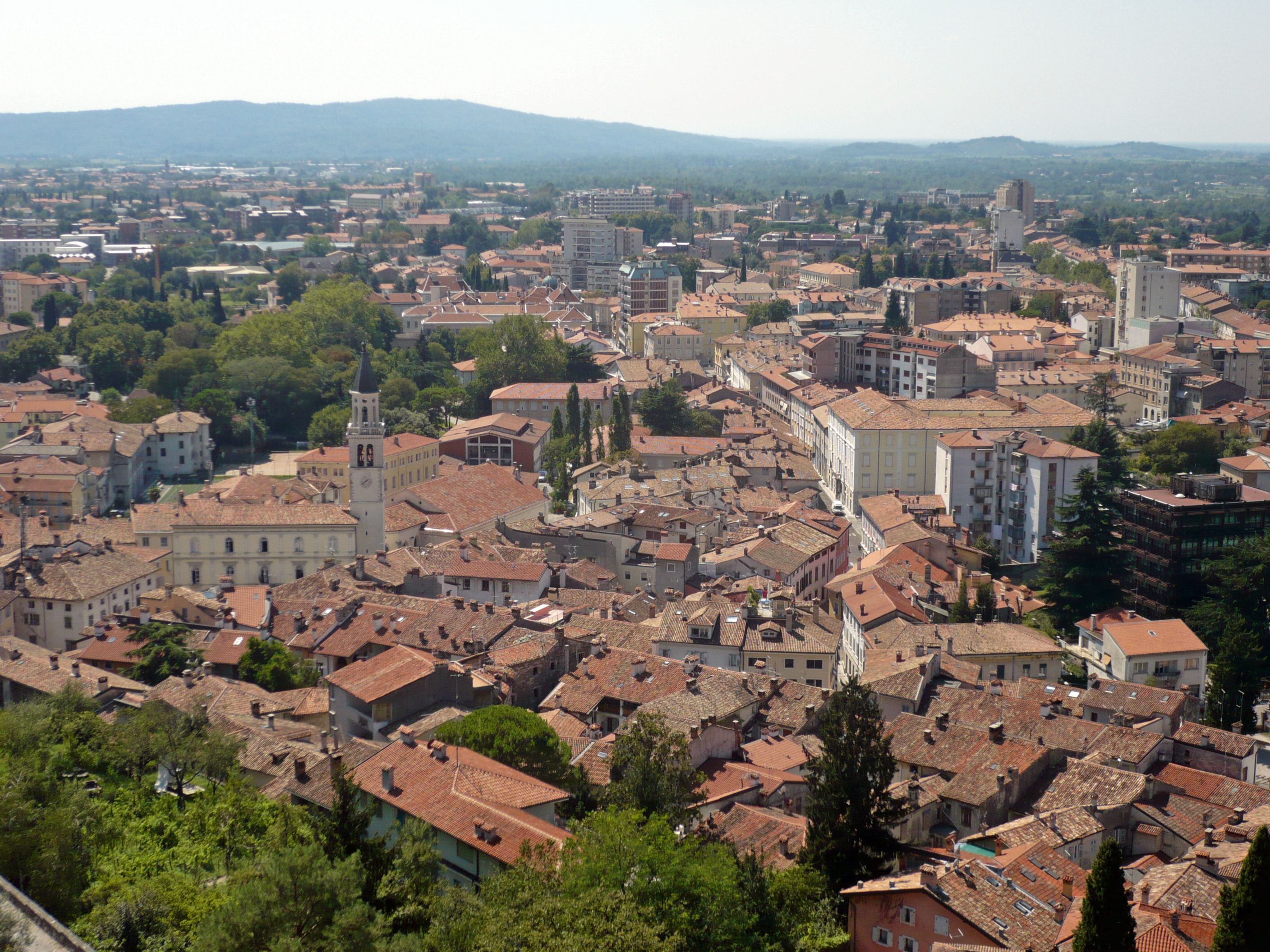
Uitzicht over Gorizia

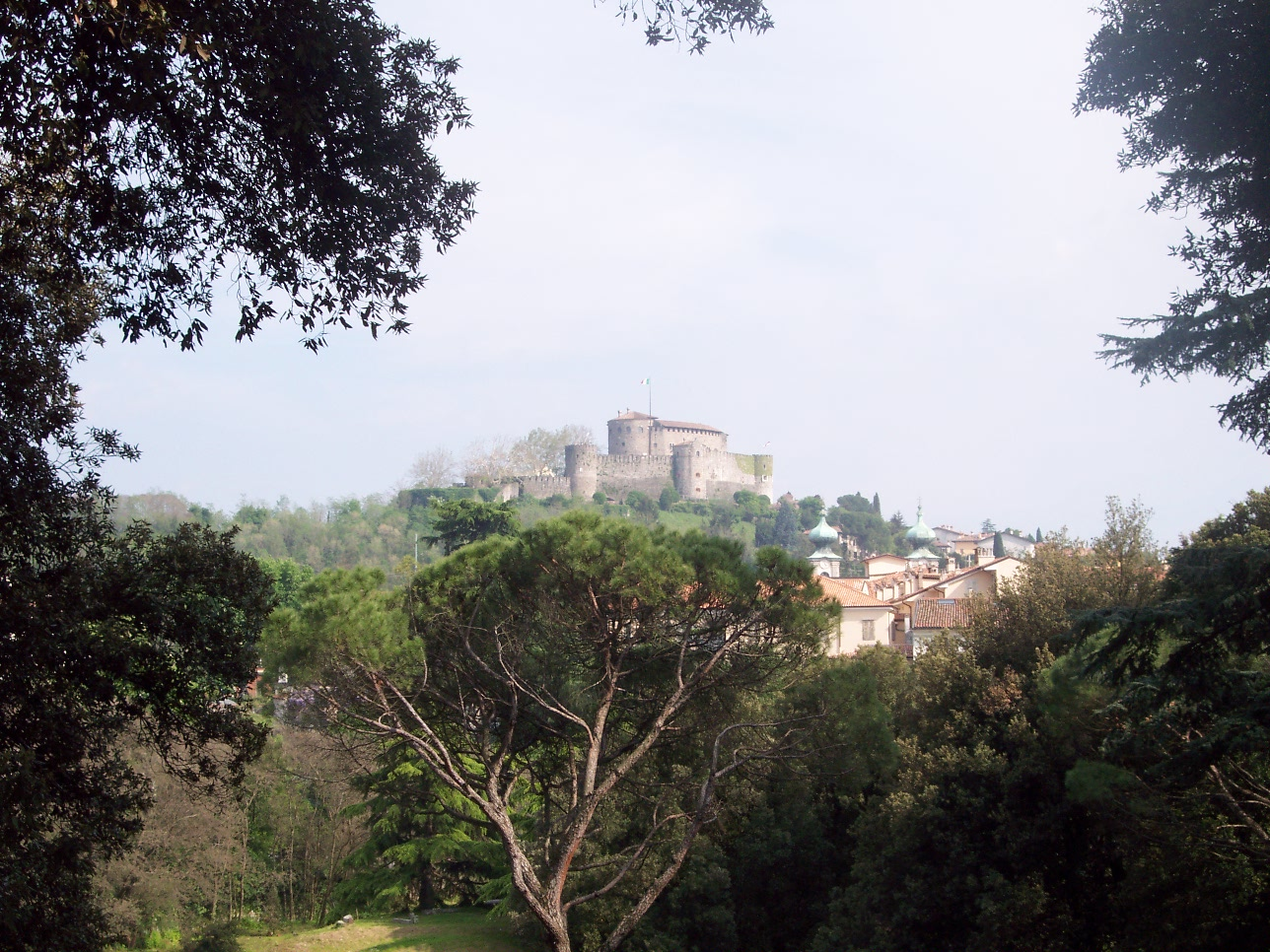
Het Castello di Gorizia

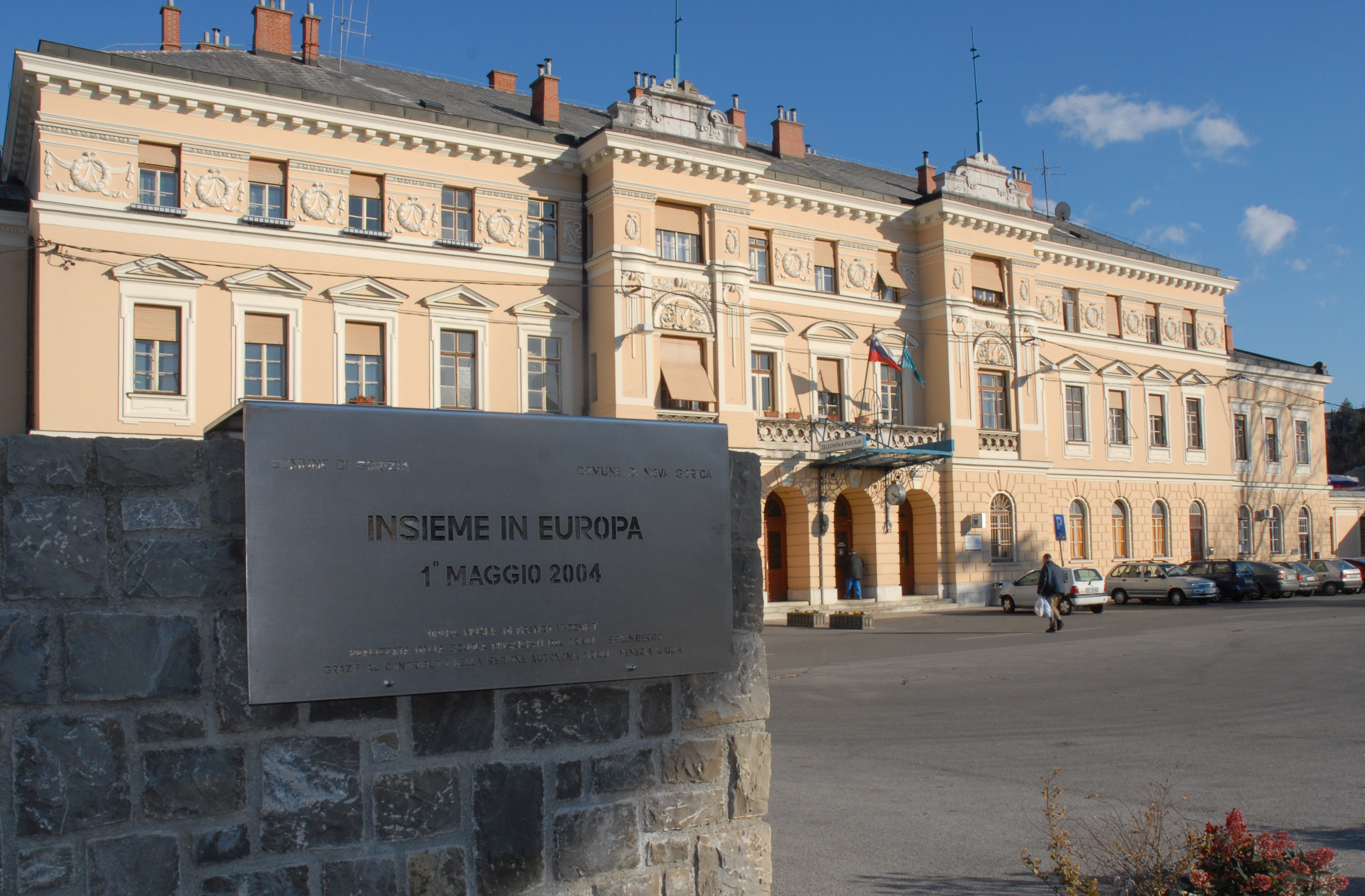
Stationsplein in Nova Gorica (Piazza della Transalpina) met restant van de muur die Slovenië en Italië scheidde

Gorizia (Duits: Görz; Sloveens: Gorica) is een gemeente en tevens de hoofdstad van de gelijknamige Italiaanse provincie.

## Ligging
Gorizia is gelegen aan de Isonzo die vanuit de Sloveense Alpen naar de Adriatische Zee stroomt. Het is een multiculturele plaats, een smeltkroes van Italiaanse, Sloveense en Duitse invloeden. De stad behoorde onder de naam Görz nog tot 1918 toe aan Oostenrijk-Hongarije. Om deze reden doet de architectuur in Gorizia vaak Oostenrijks aan. De stad had de bijnaam "het Oostenrijkse Nice", vanwege de vele overeenkomsten met de Franse stad Nice.

## Geschiedenis
De naam Gorizia is afgeleid van een Sloveens vrouwelijk zelfstandig naamwoord gorica (uitspraak: [ɡɔˈriːʦa]), dat heuvel betekent. Het is een verkleinwoord van het substantief gora, dat berg betekent. In deze grensregio tussen Italië en Slovenië komen aan Italiaanse kant vaker toponiemen van Slavische oorsprong voor.
De eerste schriftelijke vermelding van Gorizia dateert uit 1001. In een oorkonde van keizer Otto III wordt de plaats beschreven als villa quae Sclavorum lingua vocatur Goriza. In de 11e eeuw begon Gorizia zich uit te breiden. In het begin van de 13e eeuw werd er een klooster gebouwd, waarschijnlijk door Antonius van Padua. Er werd een derde stadsmuur gebouwd met een poort en een ophaalbrug. Bij die brug werd een klein huis gebouwd, het Schoenhaus, waarvandaan een ondergrondse tunnel naar het kasteel Gorizio liep. De laatste graaf had geen kinderen en liet het Schoenhaus na aan zijn lijfarts Puteo, die het doorverkocht aan Antonio I dei Lantieri. Sindsdien staat het huis bekend als het Palazzo Lantieri.

## Wereldoorlogen
In de Eerste Wereldoorlog was Gorizia het strijdtoneel tussen de Italiaanse en Oostenrijks-Hongaarse legers. Na deze oorlog werd de stad overgedragen aan Italië. Bij de Vrede van Parijs, na de Tweede Wereldoorlog, moest Italië in 1947 verschillende gebieden afstaan aan Joegoslavië, waaronder een deel van de provincie Gorizia en een groot deel van Istrië. De grens tussen Joegoslavië (vanaf 1991 Slovenië) en Italië loopt sindsdien door Gorizia. Het Italiaanse deel is veruit het grootste van de twee; het Sloveense deel, grotendeels na de Tweede Wereldoorlog gebouwd, staat bekend als Nova Gorica (Nieuw-Gorizia). Door de deling kwam het station aan de spoorlijn van Villach (Oostenrijk) naar de havenstad Triest in Nova Gorica te liggen en het stationsplein grotendeels in Italië.
Op 1 mei 2004 trad Slovenië toe tot de Europese Unie, hetgeen met veel festiviteiten gevierd werd in de gedeelde stad. Door de toetreding van Slovenië tot het Verdrag van Schengen zijn er sinds 21 december 2007 geen grenscontroles meer tussen Gorizia en Nova Gorica. In 2025 zijn de beide steden samen Culturele hoofdstad van Europa.

## Demografie
Gorizia telt ongeveer 18119 huishoudens. Het aantal inwoners daalde in de periode 1991-2001 met 7,4% volgens cijfers uit de tienjaarlijkse volkstellingen van ISTAT.
| Jaar | Inwoneraantal |
| ---- | ------------- |
| 1991 | 38.505        |
| 2001 | 35.667        |

## Geografie
De gemeente ligt op ongeveer 84 meter boven zeeniveau.
Plaatsen in de gemeente Gorizia zijn Castello, Gradiscutta, Lucinico, Monte Calvario, Oslavia, Piedimonte, Piuma, San Mauro, Sant Andrea, Straccis, en Vallone dell'Acqua.
Gorizia grenst aan de gemeenten Brda (Slovenië), Farra d'Isonzo (Fara), Mossa (Moš), Nova Gorica (Slovenië), San Floriano del Collio (Števerjan), Šempeter-Vrtojba (Slovenië) en Savogna d'Isonzo (Sovodnja ob Soči).

## Stedenbanden
- Klagenfurt (Oostenrijk)
- Lienz (Oostenrijk)
- Venlo (Nederland), sinds 1965
- Zalaegerszeg (Hongarije)

## Geboren
- Antonio Leonardis (1756-1830), bisschop van Triëst en Capo d'Istria
- Antonio Abetti (1846-1928), astronoom
- Carlo Michelstaedter (1887-1910), schrijver, dichter, kunstenaar en filosoof
- Carlo Rubbia (1934), natuurkundige en Nobelprijswinnaar (1984)
- Edoardo Reja (1945), voetballer en voetbalcoach